# Newtònia cua-roja
La newtònia cua-roja (Newtonia fanovanae) és un ocell de la família dels vàngids (Vangidae).

## Hàbitat i distribució
Viu a la selva pluvial de l'est i sud-est de Madagascar.